# 清水昭博
清水 昭博（しみず あきひろ、1957年12月12日 - ）は、日本の俳優。東京都大田区出身。所属事務所は浅井企画。元妻は小野みゆき（1986年離婚）。

## 来歴・人物
堀越高等学校卒業。1974年頃までは水泳でオリンピックを目指していた選手でもあった。クラスメイトの誘いで芸能界に入る。
テレビドラマ『われら青春!』でデビュー。その後、テレビ・映画・Vシネマにて活躍している。映画では1980年代の角川映画作品への出演が多い。過去、レコードもリリースしている。1977年当時、弾き語りのアルバイトもしていたことがあった。

## 出演

### テレビドラマ
- ウルトラマンタロウ 第31話「あぶない! 嘘つき毒きのこ」（1973年、TBS / 円谷プロ） - 不良中学生
- われら青春!（1974年、NTV）
- 俺たちの勲章 第5話「人質」（1975年、NTV / 東宝） - 白い乗用車の男
- 俺たちの旅（1975年、NTV / 東宝）
- 太陽にほえろ!（NTV / 東宝）
  - 第207話「絶叫」（1976年） - 「ボン」の客
  - 第390話「二十歳の殺人」（1980年） - 森口五郎
- 俺たちの朝 第1話「お前と俺ともうひとり」（1976年、NTV / 東宝）
- 気まぐれ天使 第7話「拾いものには御用心」（1976年、NTV / ユニオン映画） - 露店の客
- 華麗なる刑事 第15話「暴走! 父ちゃんのダンプ」（1977年、CX / 東宝） - 立松コウイチ
- 青春ド真中!（1978年、NTV）
- ゆうひが丘の総理大臣（1978年、NTV / ユニオン映画） - 山川平作
- あさひが丘の大統領 第13話「水野君がガリ勉になった!」（1980年、NTV / ユニオン映画）
- 大激闘マッドポリス'80 第16話「人間狩り」（1980年、NTV）
- 爆走!ドーベルマン刑事（1980年、ANB）
  - 第4話「カッコマンVS黒バイ部隊」 - 前原
  - 第16話「黒バイ刑事の友情!」 - 安原二郎
- 噂の刑事トミーとマツ 第1シリーズ（1980年、大映テレビ / TBS）
  - 第44話「トミマツまっ青、情無用の新課長」 - タケシ
  - 第52話「アッ? マツがトミーを射殺した!」
- 大捜査線 第14話「エンゼルの怒り」（1980年、CX）
- 走れ!熱血刑事 第17話「怒りの十五年」（1981年、ANB） - 川村
- ザ・ハングマン 第44話「人狩り村に潜入せよ」（1981年、ABC / 松竹） - 洋一
- 誇りの報酬 （NTV / 東宝）
  - 第11話「子供が誘拐された」（1985年） - 安井
  - 第39話「大都会に踊るシンデレラ」（1986年） - 金森誠一
- あぶない刑事 第29話「追撃」（1987年、NTV） - 戸村（横羽組）
- 長七郎江戸日記 第2シリーズ「三途の橋」（1988年、NTV / ユニオン映画） - 木戸
- ハロー!グッバイ （1989年、NTV）
- 刑事貴族シリーズ（NTV）
  - 刑事貴族 第7話「その時、女神が微笑んだ」（1990年） - 殺し屋
  - 刑事貴族2 第32話「五万分の一」（1992年） - 島崎専務
- さすらい刑事旅情編III 第15話「悪徳刑事!? 麻薬に溺れた娘」（1991年、ANB）
- 妻たちの劇場 / 泣きっ面に姑III（1992年、CX / 大映テレビ） - 和男
- 半七捕物帳 第5話「十五年目の悲劇」（1992年、NTV / ユニオン映画） - 徳松
- 古畑任三郎 第2シーズン（1996年、CX） - 浮気相手（川辺）
- 刑事追う!（1996年、TX）
- さむらい探偵事件簿（1996年、NTV）
- はぐれ刑事純情派 第12シリーズ 第20話「女巡査が犯人!? 水着を買う女」（1999年、ANB） - 大北直之
- 火曜サスペンス劇場（NTV）
  - 弁護士・朝日岳之助 第10作「刑法第一三四条」（1997年） - 台東中央署刑事
  - 警部補 佃次郎 第12作「死にいそぐ女」（2001年） - 立原剛志
- 月曜ドラマスペシャル→月曜ゴールデン（TBS）
  - おばさん会長・紫の犯罪清掃日記!ゴミは殺しを知っている 第2作（2001年） - 板長
  - 警視庁再犯防止課 真崎英嗣（2011年） - 吉岡仁
  - 赤かぶ検事奮戦記 第4作（2012年） - 川辺健司
  - 税務調査官・窓際太郎の事件簿 第26作（2014年） - 難波弘文
- 金曜エンタテイメント→金曜プレステージ（CX）
  - 地獄の花嫁 第2作（2001年） - 鶴橋五郎
  - 外科医 鳩村周五郎 第7作（2010年） - 山形昭雄
- 女と愛とミステリー→水曜ミステリー9（TX）
  - 招かざる客～富士山麓連続殺人事件～（2001年）
  - 事件記者 浦上伸介 第2作（2002年） - 山崎和幸
  - 監察医・篠宮葉月 死体は語る 第9作（2008年） - 深沢章
- 相棒 （テレビ朝日）
  - season3（2004年） - 大八木邦生
  - season18（2020年） - 宮倉進
- 土曜ワイド劇場
  - 家政婦は見た! 第12作（1993年） - 川又有作
  - 西村京太郎トラベルミステリー 第43作「愛と殺意の津軽三味」（2005年） - 安藤
  - 刑事殺し 第2作（2008年） - 八木孝二郎
  - 鉄道捜査官 第11作（2010年） - 高見沢敬
- 京都迷宮案内（2006年） - 坂田公男
- 都立水商!（2006年、NTV）
- 感染爆発〜パンデミック・フルー（2008年、NHK）
- 漫画喫茶都市伝説 呪いのマンナさん（2008年、BS-i） - 漫画喫茶の店長
- ふたつのスピカ 第6話（2009年7月23日、NHK） - 医師
- コード・ブルー -ドクターヘリ緊急救命-　2nd season 第5話（2010年2月、CX）
- 絶対泣かないと決めた日〜緊急スペシャル〜（2010年7月2日、CX）
- 科捜研の女（テレビ朝日）
  - Season 10 第3話「部分指紋の告発！京都〜若狭湾、空白の2時間30分!!」（2010年7月29日） - 藤倉亘
  - Season 17 第9話「晴れ着と銃弾」（2018年1月18日） - 本間厚則
  - Season 20 第2話「マリコのハロウィーン大作戦」（2020年10月29日） - 田部井亘
- クロヒョウ 龍が如く新章（2010年10月-12月、MBS） - 高山
- モリのアサガオ（2010年11月、テレビ東京） - 田代刑事
- 高校生レストラン 第1話（2011年5月7日、NTV） - 町長
- 水戸黄門第43部 第10話「父と呼ばれて… -岡崎-」（2011年、TBS / C.A.L） - 磯貝保朋
- ラストマネー -愛の値段-（2011年、NHK） - 桐山茂
- 早海さんと呼ばれる日（2012年、CX） - トイモンド企画部部長
- STAND UP!ヴァンガード（2012年5月3日、TX）
- 捜査地図の女 第2話（2012年10月25日、TX） - 鍋島茂
- 宮部みゆきミステリー パーフェクト・ブルー 第4話（2012年10月29日、TBS） - 相沢一郎
- ドラマ10 / 美女と男子 第10話「危険なヒロイン」（2015年6月16日、NHK） - 伊東純
- 螻蛄（疫病神シリーズ）（2016年、BSスカパー!） - 矢上行紹
- オー・マイ・ジャンプ! 〜少年ジャンプが地球を救う〜（2018年） - 森室長
- 西村京太郎トラベルミステリー70「十津川警部VS鉄道捜査官・花村乃里子」（2019年3月17日、テレビ朝日） - 川上悟
- ラジエーションハウス（2019年） - 野村医師
- 法医学教室の事件ファイル46（2019年6月23日、テレビ朝日） - 下里常夫
- 刑事7人 SEASON6 第4話（2020年8月26日、テレビ朝日） - 佐伯康夫
- 特捜9 final season 第7話（2025年5月21日、テレビ朝日） - 川田修三 役[4]

### 映画
- ドカベン（1977年、東映） - 影丸
- 戦国自衛隊（1979年、角川春樹事務所） - 大西里志
- ニッポン警視庁の恥といわれた二人 刑事珍道中（1980年、角川春樹事務所） - 犯人Ａ
- 太陽のきずあと（1981年、東映） - 近藤勇介
- ダンプ渡り鳥（1981年、東映） - 西川吉五郎
- ガキ帝国 悪たれ戦争（1981年、東映） - 後藤光春
- 刑事物語（1982年）
- 蒲田行進曲（1982年、松竹） - 助監督
- 汚れた英雄（1983年、角川春樹事務所） - 島崎
- 探偵物語（1983年、角川春樹事務所） - 若い男
- 晴れ、ときどき殺人（1984年、角川春樹事務所） - 円谷正彦
- (金)(び)の金魂巻（1985年、にっかつ） - 井上定夫
- 友よ、静かに瞑れ（1985年、角川春樹事務所） - 古賀三郎
- 二代目はクリスチャン（1985年、角川春樹事務所） - 吾助
- キャバレー（1986年、角川春樹事務所）
- 恋のカウントダウン（1987年） - 本木
- Aサインデイズ（1989年、大映） - きよし
- ジ・ゴ・ロ （1994年）
- BAD GUY BEACH（1995年、アルゴ・ピクチャーズ） - マック佐川
- 蘇える金狼（1998年、ギャガ・コミュニケーションズ） - 磯川達彦
- かまち（2003年、日本ヘラルド） - 村瀬先生
- 都立水商！（2006年） - 滝川
- 雨の町（2006年、プログレッシブピクチャーズ）
- かにゴールキーパー（2006年、BBMC） - 兵吾
- 紅薔薇夫人（2006年）
- 想い出の渚（2007年、プラウドマン） - 水木謙作
- 年々歳々（2009年、2009エイベックス・エンタテインメント）
- 銀色のシーズン（2008年、フジテレビ）
- ヨムトシヌ　DEATH COMIC　PART1（2009年、日本出版販売）※特別出演
- 婚前特急（2011年）
- 映画 桜蘭高校ホスト部（2012年、ソニー・ピクチャーズ エンタテインメント） - 鳳敬雄
- 虎の流儀 旅の始まりは尾張 東海死闘編（2023年） - 親分

### Vシネマ
- 女囚処刑人マリア2（1996年） - 中島
- 日本極道史 仁義絶叫シリーズ（1999年 - 2000年）大西探偵調査事務所 大西伸介
- 新・ヤンママトラッカー けじめつけます（2000年） - ヤクザ
- 修羅がゆく13 完結篇（2000年） - 竜崎組若頭 竹井強
- 本気!シリーズ　18-血闘編-（2001年） - 奥田
- 25-挽歌編-（2003年） - 沖原
- 修羅のみちシリーズ（2001年 - 2003年） - 黒田組若頭 戸丸健太郎
  - 1 関東VS関西 全面戦争勃発（2001年）
  - 2 関西頂上決戦（2001年）
  - 3 広島・四国全面戦争（2002年）
  - 4 北九州代理戦争（2002年）
  - 5 東北殺しの軍団（2002年）
  - 6 血染めの海峡（2003年）
  - 7 暴力金融列島（2003年）
  - 8 大阪最終血戦（2003年）
- 首領への道23（2003年） - 小峰組組長 小峰拳次
- 新・日本の首領（2004年） - 歯科医
- 修羅の血（2004年） - チャイニーズマフィアのボス
- 実録 大日本菊水会 双龍伝（2007年） - 大日本菊水会幹部 荒井忍
- 首領の一族（2007年）
- 日本極道戦争 第十章（2021年） - 神征会会長代行 岡山 黒田組組長 黒田考蔵
- CONNECT 覇者への道（2024年） - 八王会会長 城田恒造

### バラエティ
- とんねるずのみなさんのおかげです （1988年、CX） - 「青春の1ページ・海外交換留学生によくある風景」生徒
- 最強の男は誰だ!壮絶筋肉バトル!!スポーツマンNo.1決定戦 第6回芸能人サバイバルバトル
- クイズ!脳ベルSHOW

### CM
- マスターカード（2008年）
- BOOKOFF（2009年）
- Roots缶コーヒー（2009年） - CM監督
- アクサ損害保険（2020年）

### 舞台
- 舞台『もしも彼女が関ヶ原を戦ったら』（2025年2月16日 - 24日、IMM THEATER） - 徳川家康 役[5]

## ディスコグラフィ

### シングル
| #           | 発売日        | 面          | タイトル           | 規格        | 規格品番    |
| CBS・ソニー | CBS・ソニー   | CBS・ソニー | CBS・ソニー        | CBS・ソニー | CBS・ソニー |
| ----------- | ------------- | ----------- | ------------------ | ----------- | ----------- |
| 1st         | 1986年5月21日 | A           | 南風、ラヴ・タイム | EP          | 07SH-1776   |
| 1st         | 1986年5月21日 | B           | ミステリユ         | EP          | 07SH-1776   |

#### デュエットシングル
| 名義     | 発売日 | 面 | タイトル                | 発売元         | 規格 | 規格品番 |
| -------- | ------ | -- | ----------------------- | -------------- | ---- | -------- |
| あい&AKI | 1981年 | A  | 六本木あたり            | キングレコード | EP   | K07S-231 |
| あい&AKI | 1981年 | B  | 六本木あたり (カラオケ) | キングレコード | EP   | K07S-231 |

### 参加楽曲
| 発売日        | 商品名               | 歌                | 楽曲                     | 備考 |
| ------------- | -------------------- | ----------------- | ------------------------ | ---- |
| 1991年1月21日 | 恋はフェアウェイ気分 | ツーショット      | 「恋はフェアウェイ気分」 |      |
| 1991年1月21日 | 恋はフェアウェイ気分 | ツーショット      | 「CEBU」                 |      |
| 2006年7月26日 | 東京“なのに”ナイト   | 清水昭博とMEN'S 5 | 「東京“なのに”ナイト」   |      |
| 2006年7月26日 | 東京“なのに”ナイト   | 清水昭博とMEN'S 5 | 「ドンマイ・ライフ」     |      |